# Чара (приток Серёжи)

Чара — река в России, протекает в Ардатовском и Сосновским районах Нижегородской области. Устье реки находится в 81 км по левому берегу реки Серёжа. Длина реки составляет 34 км, площадь бассейна — 198 км².
Исток реки в лесу Борушка на территории Ардатовского района в 6 км к северо-востоку от посёлка Мухтолово. Река течёт на север, большая часть течения проходит по лесному массиву. Верхнее течение находится в Ардатовском районе, нижнее — в Сосновском. В межень в верховьях пересыхает. Притоки — Тангей, Камолда (оба — правые). Севернее Мухтолова протекает небольшое озеро Чарское. В нижнем течении на берегу реки село Рожок (Сосновский район). Впадает в Серёжу выше села Лесуново.

## Данные водного реестра
По данным государственного водного реестра России относится к Окскому бассейновому округу, водохозяйственный участок реки — Тёша от истока и до устья, речной подбассейн реки — Бассейны притоков Оки от Мокши до впадения в Волгу. Речной бассейн реки — Ока.
По данным геоинформационной системы водохозяйственного районирования территории РФ, подготовленной Федеральным агентством водных ресурсов:
- Код водного объекта в государственном водном реестре — 09010300212110000030793
- Код по гидрологической изученности (ГИ) — 110003079
- Код бассейна — 09.01.03.002
- Номер тома по ГИ — 10
- Выпуск по ГИ — 0